# معازيب الغزي (حجة)

تعديل مصدري - تعديل

معازيب الغزي هي إحدى قرى عزلة الغزي بمديرية حجة التابعة لمحافظة حجة، بلغ تعداد سكانها 517 نسمة حسب تعداد اليمن لعام 2004.